# 寿光 (前秦)
寿光（355年六月-357年五月）是十六国时期前秦政权前秦厲王苻生的年号，共计3年。
寿光三年六月苻堅即位，改元永兴元年。

## 纪年
| 寿光 | 元年  | 二年  | 三年  |
| ---- | ----- | ----- | ----- |
| 公元 | 355年 | 356年 | 357年 |
| 干支 | 乙卯  | 丙辰  | 丁巳  |

## 参看
- 中国年号索引
- 同期存在的其他政权年号
  - 永和（345年-356年）：东晋皇帝晉穆帝司馬聃的年号
  - 升平（357年-361年）：东晋皇帝晉穆帝司馬聃的年号
  - 建兴：前凉政权年号
  - 和平（354年-355年九月）：前凉政权张祚年号
  - 元玺（352年十一月-357年正月）：前燕政权慕容儁年号
  - 光寿（357年二月-359年）：前燕政权慕容儁年号
  - 建国（338年十一月-376年）：代政权拓跋什翼犍年号